# Charles Wayland Brooks

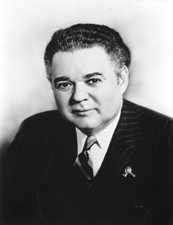
Charles Wayland Brooks

Charles Wayland Brooks, född 8 mars 1897 i Bureau County, Illinois, död 14 januari 1957 i Chicago, var en amerikansk republikansk politiker. Han representerade delstaten Illinois i USA:s senat 1940–1949.
Brooks studerade vid University of Illinois och Northwestern University. Som officer i USA:s marinkår sårades han flera gånger i första världskriget. Han inledde 1926 sin karriär som advokat i Chicago.
Senator J. Hamilton Lewis avled 1939 i ämbetet och James M. Slattery blev utnämnd till senaten fram till fyllnadsvalet 1940. Brooks fyllnadsvaldes till senaten, omvaldes 1942 men besegrades slutligen i senatsvalet 1948 av utmanaren Paul Douglas.
Brooks var presbyterian och frimurare. Hans grav finns på Pleasant View Cemetery i Kewanee.